# Tomasz Porębski (piłkarz)
Tomasz Porębski (ur. 12 stycznia 1992 w Białymstoku) – polski piłkarz występujący na pozycji obrońcy. Wychowanek Jagielloni Białystok. W Ekstraklasie zadebiutował 28 sierpnia 2011 roku w przegranym 0:1 spotkaniu z Ruchem Chorzów.